# Павел Поппетров
Павел Попов (Поппетров) Пелович или Пѐловски, известен като Патю Чорбаджи (1825, Видраре – 1893, Видраре), е български предприемач (ханджия, търговец, лихвар и пр.), спомоществовател и деец на българското националноосвободително движение, народен представител (в Учредителното събрание, I велико народно събрание, I обикновено народно събрание и II обикновено народно събрание), радетел за новия град Орхание (днес Ботевград).

## Биография
Поппетров е роден на 18 март 1823 година в семейството на свещеника поп Петър Пелович/Пеловски от село Видраре и Гена Радина от село Батулци. Родът на баща му Пеловци е преселнически, според родови спомени пристига във Видраре от Егейска Македония през XVIII век. Брат е на поборниците Йосиф и Филип Поппетрови, ръководители на Видрарския частен революционен комитет, заточени в Диарбекир с 6-годишни присъди по Арабаконашкия обир.
Павел учи в килийното училище в Гложенския манастир „Св. Георги“ и в училището в Свищов. Владее отлично турски език.
Занимава се със земеделие, търговия на кожи, пашкули, коприна, бояджийство и лихварство. Откупвач на данъци в Тетевенско, Орханийско и Врачанско. Има големи регионални търговски контакти и контрагенти в Цариград, Видин, София, Букурещ, Виена. Собственик е на Владишкия хан в Орхание и на няколко други хана в района, сред предприемачите с огромна заслуга за изграждането на новия град Орхание през 1865 г. поради близкото му познанство с Мидхат Паша. След основаването на новата окръжна касаба Патю Чорбаджи финансира част от строежа на часовниковата кула в града и подарява на Орхание камбана от Мюнхен. Османското управление отхвърля камбаната, счетена за християнска, посветена на свети Леонардо; впоследствие е преместена в църквата „Св. Параскева“ във Видраре, откъдето изчезва в края на XX век.
През 60-те години на XIX в. сръбското разузнаване оценява рода му сред онези, които държат окръга в свои ръце. Заподозрян за участие в революционното движение след обира в Арабаконак, той е сред разпитваните в софийското следствие през 1872 г..
Спомоществувател на книги. Виден деец на църковното движение, в кореспонденция с екзарх Йосиф I, Антим I, Найден Геров, Максим Пловдивски и Рилския манастир. Благотворител на семействата на заточениците от региона. Дарява средства на манастири и църкви, основава сиропиталище в родното си село.
В Учредителното народно събрание е „по избор“ от Орханийски окръг. Консерватор. Оттам е избран в Събранието за избор на княз (Първото велико народно събрание). В Първото обикновено народно събрание е представител от Орханийската избирателна околия, а във Второто обикновено народно събрание е от избирателната околия с център с. Видраре. Гласува за избора на София за столица на Княжество България, подписва Търновската конституция и одобрява избора на Александър Батенберг за първи български княз след Освобождението на България.
Любител краевед и историк, Патю Чорбаджи събира редици легенди от Орханийско и Тетевенско. Открил е църковния препис, че Гложенският манастир „Св. Георги“ е изграден от митичния киевски княз Георги Глож.
В статията „Имала ли е България аристокрация“ на проф. Михаил Грънчаров е описан как Патю Чорбаджи пътува из Софийски окръг с „кочия, теглена от два хранени коня“, облечен в скъп сукнен кожух и със специален охранител, „въоръжен от глава до пети турчин“.
По време на социализма заслугите на Павел Попов – Патю Чорбаджи са омаловажавани заради неговия чорбаджийски произход. Изследователи на Васил Левски и българското революционно дело в района са мъмрени за статии, посветени на участието на Патю Чорбаджи и неговите братя в Българския революционен централен комитет, като все още е малко известна информацията, че ръководеният от братя Поппетрови Видрарски революционен комитет е най-големият източник на парични средства за делото на Васил Левски и БРЦК.
Павел Попов – Патю Чорбаджи умира на 18 юни 1893 г. Негов внук е изтъкнатият адвокат, народен представител от Демократическата партия и общественик Найден Патев, който организира редица чествания в памет на своя прочут дядо Павел Попов – Патю Чорбаджи, през 30-те години на XX век.
- Писмо от Васил Левски до Патю Чорбаджи
- Благодарствено писмо от Рилския манастир до Павел Поппетров, 1869 г.
- Владишкият хан в Орхание, собственост на Павел Поппетров
- Браницки епископ Максим (Пелов), Стилиян Чилингиров, Христо Д. Бързицов, Жорж Нурижан, Найден Патев и др. на гроба на Патю Чорбаджи, 1933 г.